# スチュアート・ハム
スチュアート・ハム（Stuart Hamm、1960年2月8日 - ）は、アメリカ合衆国のベース奏者であり、数多くのアーティストとのセッションとライブ作品、そして彼の型破りな演奏スタイルとソロ・レコーディングで知られている。

## 略歴
ニューオーリンズで生まれたハムは、幼少時代をイリノイ州シャンペーンで過ごし、ベースとピアノを学び、シャンペーン中央高校のステージバンドで演奏し、イリノイ・オールステート・バンドのメンバーに選ばれた。ハムは、1978年にバーモント州ノーリッチに住んでいる間に、ニューハンプシャー州ハノーバーにあるハノーバー高校を卒業した。高校卒業後、ボストンのバークリー音楽大学に通い、ギタリストのスティーヴ・ヴァイと出会い、彼を通じてジョー・サトリアーニと知己を得た。ハムは、1984年にリリースされたヴァイのデビュー・ソロ・アルバム『フレクサブル』でベースを演奏した。
ハムは、スティーヴ・ヴァイ、フランク・ギャンバレ、ジョー・サトリアーニをはじめ、多くの著名なギタリストと共演し、レコーディングを行っている。サトリアーニとのツアーにおけるハムのライブ演奏は、そのスキルを全国的に注目させた。サトリアーニや他のロック/フュージョン・アーティストとのその後のレコーディングや、彼自身のソロ作品のリリースは、ベーシストおよびパフォーマーとしての彼の評判を強固なものにしていった。

## スタイル
同タイトルのフィリップ・K・ディックの小説に触発されたハムのファースト・ソロ・アルバム『Radio Free Albemuth』は、1988年にリリースされた。その上で、ハムは、フュージョン、カントリー、クラシックなど、さまざまなジャンルに及ぶ多くのオリジナル作品で自身の能力を発揮した。「Country Music (A night in Hell)」のようなソロ曲で、彼はスラップ奏法や両手タップで演奏する能力、およびベースに幅広い楽器のサウンドを模倣させる能力を示している。それ以来、この作品は人気のライブ演奏曲になった。同アルバムで、彼はベートーヴェンの「月光ソナタ」をアレンジして演奏している。
キャリアの早い段階で、ハムはフィリップ・クビキのファクター・ベースと関わるようになった。その後、フェンダー楽器が、ハム自身の設計および承認による2本のシグネチャー・モデルのエレクトリックベースを生み出した。それが、これまでにフェンダーが作成した最初のアーティスト・モデルのベースとなる「Urge Bass」と「Urge II Bass」であり、D-Dropチューナーでアップグレードされた。機能には、なめらかなアルダー・ボディ、2オクターブのローズウッド指板を備えたグラファイト強化メープルネック、デュアルコイルのセラミック・ノイズレス・ジャズ・ベース・シングルコイル（ネック/ブリッジ）、カスタム巻きスプリットコイル・プレシジョン・ベース・ハムバッキング・ピックアップ（ミドル）、18V電源を備えた3バンドのアクティブ・エコライザーが含まれている。これらのベースは2010年に廃版となった。その後、ハムは2011年から独自のワッシュバーンのシグネチャー・モデルを持つようになり、EMGピックアップ、ヒップショット・ブリッジ/チューナー、3バンド・アクティブEQを搭載したAB40SHアコースティックベースとハマーに続いて、フレットレス・バージョン（SHBH3FLTSS）とスチュアート・ハム・エレクトリックベース・シリーズが2012年1月20日に発表された。2014年にワーウィック・ベースへと移り、ワッシュバーンに基づいたシグネチャー・モデルとワーウィック・ストリーマー・モデルのシェイプの作成を開始した。
ハムのスラップ、ポップ、両手によるタッピングのテクニックは、ソロでの録音や、教則ビデオ『Slap, Pop & Tap For The Bass』『Deeper Inside the Bass』に示されている。彼のライブ・パフォーマンスの人気のあるパートには、ヴィンス・ガラルディによる「Linus and Lucy」（アニメーションのテレビ特番『A Charlie Brown Christmas』から）における両手タッピングの配置が含まれていることがよくある。
2011年3月中旬以降、ハムはKOFY-TVの番組『Creepy KOFY Movie Time』のハウスバンド「The Deadlies」で演奏している。
2011年7月、ハムはカリフォルニア州ハリウッドにあるミュージシャンズ・インスティチュートにおけるベース・プログラム・ディレクターの地位を受け入れた。過去20年間、ハムは世界有数のベースのクリニックができる1人としてもツアーを行ってきた。

## ディスコグラフィ

### ソロ・アルバム
- Radio Free Albemuth (1988年)
- 『キングス・オブ・スリープ』 - Kings of Sleep (1989年)
- 『アージ』 - The Urge (1991年)
- 『アウトバウンド』 - Outbound (2000年)
- Live Stu X 2 (2007年)
- Just Outside of Normal (2010年)
- The Book Of Lies (2015年)
- The Diary of Patrick Xavier (2018年)

### フランク・ギャンバレ
- 『ギター・サンダーワールド』 - The Great Explorers (1993年)

### GHS (with フランク・ギャンバレ&スティーヴ・スミス)
- Show Me What You Can Do (1998年)
- The Light Beyond (2000年)
- 『GHS 3』 - GHS 3 (2002年)

### ジョー・サトリアーニ
- 『ドリーミング #11』 - Dreaming #11 (1988年) ※オリジナル1曲とライブ3曲のミニアルバム
- 『フライング・イン・ア・ブルー・ドリーム』 - Flying In A Blue Dream (1989年)
- 『タイム・マシーン』 - Time Machine (1993年) ※オリジナル作とライブ盤のCD2枚組
- 『クリスタル・プラネット』 - Crystal Planet (1998年)
- 『ライヴ・イン・サンフランシスコ』 - Live In San Francisco (2001年) ※ライブCD、DVD、VHS
- 『ライヴ・イン・パリ：アイ・ジャスト・ワナ・ロック』 - Live In Paris: I Just Wanna Rock (2010年) ※ライブDVD

### ジョー・サトリアーニ、エリック・ジョンソン、スティーヴ・ヴァイ
- 『G3ライヴ』 - G3 Live in Concert (1997年) ※ライブCD、DVD、1-3曲目および10-12曲目に参加

### スティーヴ・ヴァイ
- 『フレクサブル』 - Flex-Able (1984年)
- 『パッション・アンド・ウォーフェア』 - Passion and Warfare (1990年)
- 『ファイヤー・ガーデン』 - Fire Garden (1996年)

### 参加アルバム
- リッチー・コッツェン : Richie Kotzen (1989年)
- マイケル・シェンカー・グループ : Arachnophobiac (2003年)
- Various Artists : Working Man – A Tribute to Rush (1996年) ※ラッシュのトリビュート・アルバム
- Various Artists : Not The Same Old Song and Dance (1999年) ※エアロスミスのトリビュート・アルバム。「Dream On」でイングヴェイ・マルムスティーン、ロニー・ジェイムス・ディオと共演
- Various Artists : Bat Head Soup (2006年) ※オジー・オズボーンのトリビュート・アルバム。「Paranoid」でジョージ・リンチ、グレッグ・ビソネット、ヴィンス・ニールと共演
- カイファネス (Caifanes) : El nervio del volcán (1994年)
- エイドリアン・レッグ : Mrs. Crowe's Blue Waltz (1992年)
- ビル・ロネーロ : Slather (2004年)
- David Stockden : Reflections of Themes (2009年)
- Thomas Tomsen : Sunflickers (2010年)
- Matthias Arp : Endorphin Overdose (2010年)
- Marco Iacobini : The Sky There'll Always Be (2013年)

## 教則ビデオ
- Slap, Pop & Tap for the Bass (1987年)
- Deeper Inside the Bass (1993年)
- Bass Basics (2008年) [7]
- Fretboard Fitness (2010年) [8]